# Валя-Інзелулуй
Валя-Інзелулуй (рум. Valea Inzelului) — село у повіті Алба в Румунії. Входить до складу комуни Римец.
Село розташоване на відстані 292 км на північний захід від Бухареста, 28 км на північ від Алба-Юлії, 50 км на південь від Клуж-Напоки.

## Населення
За даними перепису населення 2002 року у селі проживали 87 осіб, усі — румуни. Усі жителі села рідною мовою назвали румунську.